# Moshekwa Langa
Moshekwa Langa (Bakenberg, Sud-àfrica, 1975) és un artista i antropòleg visual que treballa amb instal·lacions, dibuix, vídeo i escultura. Va ser un dels artistes presents a l'exposició Àfriques. L'artista i la ciutat organitzada pel CCCB l'any 2001. Langa va nàixer en una ciutat remota a Limpopo, que va deixar als 14 anys per anar a l'escola Waldorf a prop de Pretòria. L'any 1997 va seguir els seus estudis a la prestigiosa Rijksakademie d'Amsterdam. El seu treball ha estat exposat arreu del món. Ha estat inclòs a grans exposicions, com ara els itinerants The Short Century i Africa Remix, les edicions número 50 i 53 de la Biennal de Venècia dels anys 2003 i 2009, i la Biennal de Sao Paulo l'any 2010. La seva obra està inclosa a les col·leccions del Museu d'Art Modern de Nova York, el Walker Art Centre de Minneapolis i el Museu van Hedendaagse Kunstin d'Anvers.